# Themiste cymodoceae
Themiste cymodoceae är en stjärnmaskart som först beskrevs av Edmonds 1956.  Themiste cymodoceae ingår i släktet Themiste och familjen Themistidae. Inga underarter finns listade i Catalogue of Life.